# Platense FC
 Platense FC is een Hondurese voetbalclub uit Puerto Cortés. De club heeft als thuisstadion het Estadio Exelsior, dat 10.000 plaatsen telt.

## Geschiedenis
De club werd opgericht op 4 juli 1960 als Deportivo Platense en werd in 1966 de allereerste profkampioen van het land. In 2012 degradeerde de club eigenlijk uit de hoogste klasse, maar kocht dan de franchise van CD Necaxa over en nam de naam Platense FC aan waardoor ze in de hoogste klasse konden blijven.

## Erelijst
- Landskampioen

1966, Clausura 2001
- Torneo de Copa de Honduras

1997, 1998
- Copa Interclubes UNCAF

1975

## Bekende spelers
- Edgar Álvarez
- Quiarol Arzú
- Julio César de León

Honduras Progreso · 
Juticalpa · 
Marathón · 
Motagua · 
Olimpia · 
Platense ·
Real España · 
Real Sociedad ·
UPNFM · 
Vida